# TV조선 뉴스 1
《TV조선 뉴스 1》은 TV조선에서 방송되었던 낮 종합뉴스 프로그램이다.

## 앵커
- 엄성섭
- 윤슬기

## 경쟁 뉴스 프로그램
- OBS 경인투데이
- KBS 뉴스 12
- MBC 정오뉴스
- SBS 12 뉴스